# JPMorgan Indian Investment Trust
JPMorgan Indian Investment Trust plc ist eine britische Investmentgesellschaft mit Sitz in London.
Das Unternehmen investiert in börsennotierte indische Unternehmen oder Wertpapiere, und Unternehmen, die einen wesentlichen Teil ihrer Einnahmen in Indien erzielen. Das Unternehmen investiert nicht in andere Länder des indischen Subkontinents, einschließlich Sri Lanka. Das Unternehmen kann Kredite aufnehmen, um das Portfolio auf bis zu 15 % des Nettovermögens aufzustocken und es investiert nicht mehr als 15 % seines Bruttovermögens in andere im Vereinigten Königreich notierte geschlossene Investmentfonds (einschließlich Investment Trusts).
Das Unternehmen investiert in Finanzdienstleister, Informationstechnologie, Basiskonsumgüter, zyklische Konsumgüter, Industriewerte, Gesundheitswesen, Energieversorgungsunternehmen u. a.
Im Januar 2024 beliefen sich die verwalteten Mittel auf insgesamt ca. 791 Mio. Pfund.
Die Fondsmanager des Trusts sind Amit Mehta, Ayaz Ebrahim und Sandip Patodia von JPMorgan Funds Limited.
Das Unternehmen ist an der Londoner Börse gelistet und Teil des FTSE 250 Index.